# Muchammedschan Seissen
Muchammedschan Muratuly Seissen (kasachisch Мұхаммеджан Мұратұлы Сейсен Mūhammedjan Mūratūly Seisen; * 14. Februar 1999 in Taras) ist ein kasachischer Fußballtorhüter.

## Karriere

### Verein
Seisen begann seine Karriere in der Jugendverein von des FK Taras. Ab 2017 spielte er für das Reserveteam Taras-2, bevor er 2018 in die erste Mannschaft aufrückte. Für den FK Taras absolvierte er insgesamt 74 Ligaspiele in der höchsten kasachischen Liga.
Im Jahr 2023 wechselte Seisen zum Verein Ordabassy Schymkent. Im Februar 2024 schloss er sich dem Rekordmeister FK Astana an.

### Nationalmannschaft
Seisen durchlief mehrere Jugendnationalmannschaften Kasachstans, darunter die U17-, U19-, U20- und U21-Teams. Seit 2021 gehört er zum Kader der A-Nationalmannschaft. Sein Debüt gab er am 4. Juni 2021 in einem Freundschaftsspiel gegen Nordmazedonien.